# (7052) Octaviabutler
(7052) Octaviabutler es un asteroide perteneciente al cinturón de asteroides, región del sistema solar que se encuentra entre las órbitas de Marte y Júpiter.
Fue descubierto el 12 de noviembre de 1988 por Eleanor F. Helin  desde el Observatorio Palomar.

## Designación y nombre
Designado provisionalmente como 1988 VQ2, fue nombrado por Octavia Estelle Butler (1947-2006) quien fue una autora afroamericana. Su obra ganó varios premios Hugo y Nébula y es elogiada por su incisiva crítica social.

## Características orbitales
Octaviabutler está situado a una distancia media del Sol de 2,718 ua, pudiendo alejarse hasta 3,485 ua y acercarse hasta 1,950 ua. Su excentricidad es 0,282 y la inclinación orbital 17,563 grados. Emplea 1636,68 días en completar una órbita alrededor del Sol.

## Características físicas
La magnitud absoluta de Octaviabutler es 13,15. Tiene 9,082 km de diámetro y su albedo se estima en 0,189.